# شاپه، کبک

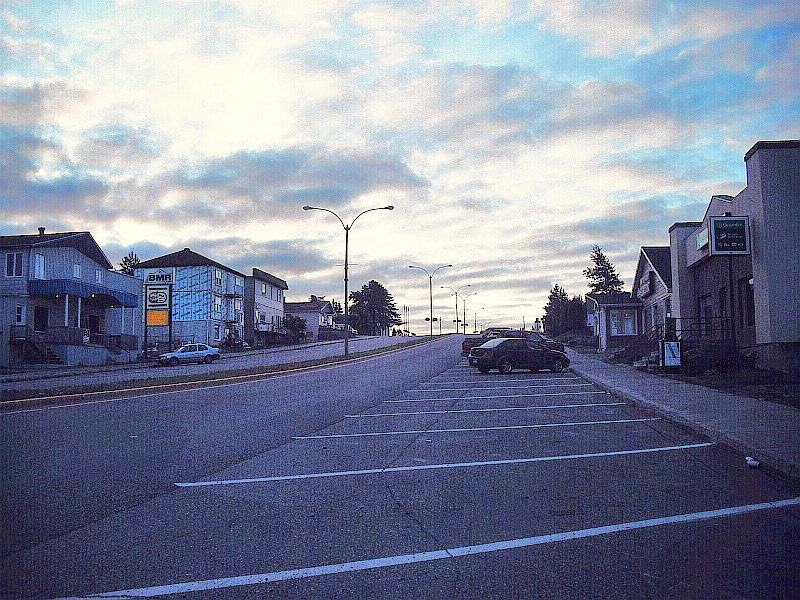
نمایی از بولوار اسپرینگر، شاپه، کبک

شاپه (به فرانسوی: Chapais) شهرکی در  ناحیه نور-دو-کبک در استان کبک کانادا است. در سرشماری سال ۲۰۱۱ این شهرک ۱٬۷۵۵ نفر جمعیت داشته‌است و مساحت آن ۶۲٫۷۸ کیلومتر مربع است.